# Сент-Андре-ле-Бушу
Сент-Андре́-ле-Бушу́ (фр. Saint-André-le-Bouchoux) — коммуна во Франции, находится в регионе Рона — Альпы. Департамент — Эн. Входит в состав кантона Шатийон-сюр-Шаларон. Округ коммуны — Бурк-ан-Брес.
Код INSEE коммуны — 01335.

## География
Коммуна расположена приблизительно в 370 км к юго-востоку от Парижа, в 45 км северо-восточнее Лиона, в 16 км к юго-западу от Бурк-ан-Бреса.

## Климат
Климат полуконтинентальный с холодной зимой и тёплым летом. Дожди бывают нечасто, в основном летом.

## Население
Население коммуны на 2010 год составляло 316 человек.
| 1962 | 1968 | 1975 | 1982 | 1990 | 1999 | 2010 |
| ---- | ---- | ---- | ---- | ---- | ---- | ---- |
| 163  | 142  | 127  | 156  | 171  | 191  | 316  |

## Экономика
В 2010 году среди 203 человек трудоспособного возраста (15—64 лет) 168 были экономически активными, 35 — неактивными (показатель активности — 82,8 %, в 1999 году было 79,0 %). Из 168 активных жителей работали 163 человека (81 мужчина и 82 женщины), безработных было 5 (1 мужчина и 4 женщины). Среди 35 неактивных 12 человек были учениками или студентами, 16 — пенсионерами, 7 были неактивными по другим причинам.

## Достопримечательности
- Романская церковь. Исторический памятник с 1947 года.[4]